# Amblimont
Amblimont é uma ex-comuna francesa na região administrativa de Grande Leste, no departamento Ardenas. Estendeu-se por uma área de 7,45 km². Em 2010 a comuna tinha 149 habitantes (densidade: 20 hab./km²). Em 1 de janeiro de 2016 foi fundida com a comuna de Mouzon.